# Coron-Bucht
Die Coron-Bucht ist ein bekanntes Tauchgebiet in der Sulusee im Westen der Philippinen.
Sie liegt in der Calamian-Inselgruppe, zwischen den Inseln Coron und Busuanga. Die Coron-Bucht liegt größtenteils im Schutzgebiet Coron Island Protected Area und ist ein traditionelles Fischfanggebiet des indigenen Stammes der Tagbanuwa.
Die Coron-Bucht ist bei Tauchern durch zehn japanische Schiffswracks berühmt. Die Schiffe Akitsushima, Okikawa Maru, Irako Maru, Kogyo Maru, Olympia Maru, Taiei Maru, Kyokuzan Maru, East Tangat Gunboat und Lusong Island Gunboat wurden am 24. September 1944 von der dritten Luftflotte der US Task Force 38 mit Basis auf Leyte versenkt. Mit einem Tauchboot sind die Wracks in einer gut einstündigen Fahrt von Coron aus erreichbar. Mit den Ausnahmen Lusong Island Gunboat, das teilweise die Wasseroberfläche durchbricht und daher für Schnorchler und East Tangat Gunboat,  das in einer Tiefe von 5 bis 20 m für Tauchanfänger geeignet ist, liegen alle anderen Wracks in Tiefen von 20 bis 45 m. Die Wracks sind teilweise über 100 m lang und haben verschiedene Decks, Gänge, Kombüsen etc., die betaucht werden können. Auch wenn die Wracks zum Teil unter Wasser ausgeschlachtet (z. B. die Motorblöcke entfernt) wurden, befindet sich dort noch immer verschiedenes Gerät und einige Granaten. Wegen der Tiefe und der Größe der versenkten Schiffe wird in der Regel mit Nitrox wegen der längeren Nullzeit und kürzeren Dekompressionsstopps getaucht.